# Jezerní hora
Der Jezerní hora (deutsch Seewand) ist ein 1343 m n.m. hoher Berg im Kamm des Künischen Gebirges des Böhmerwaldes.